# Łaski Statut

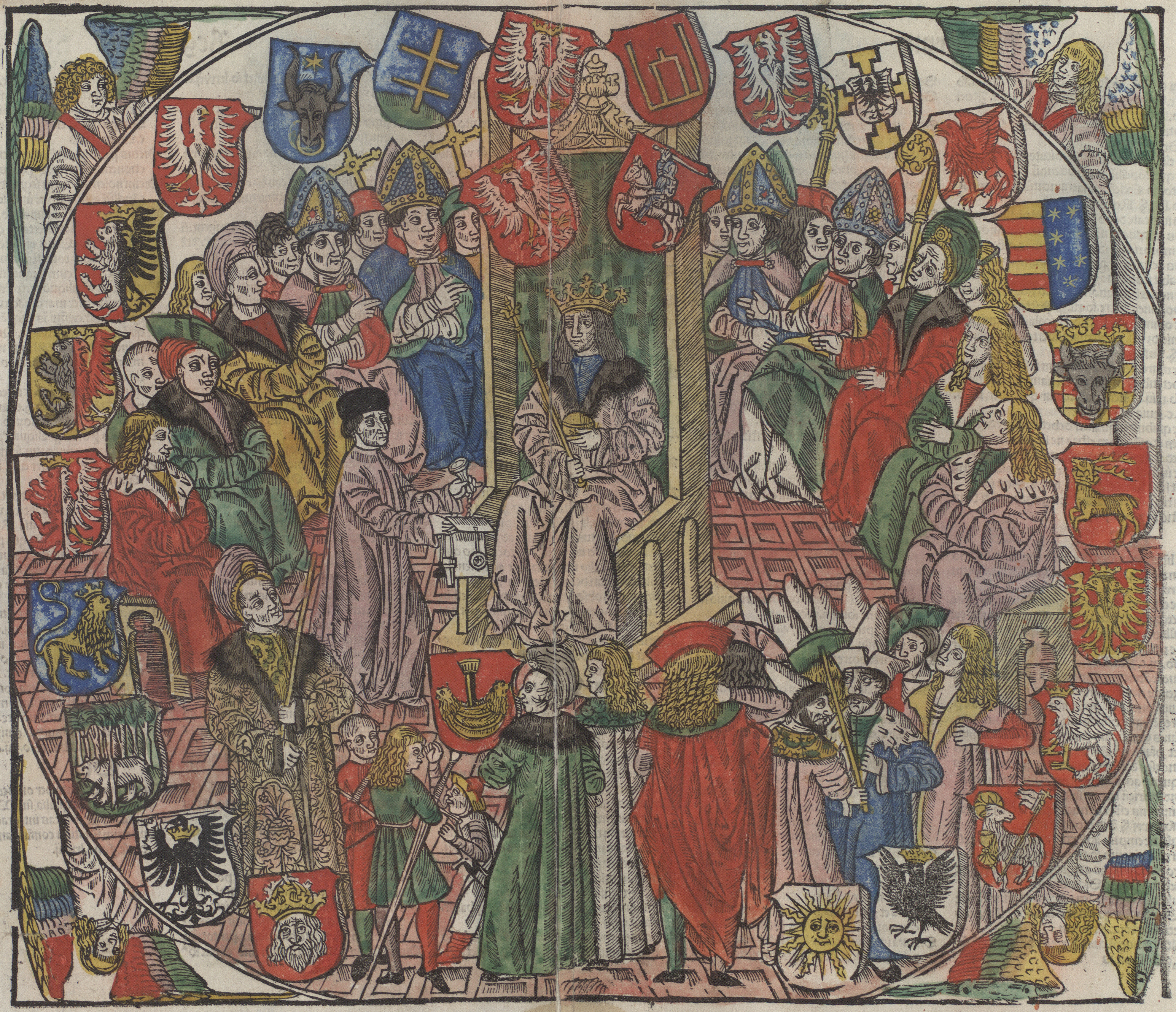
Grafik aus dem Łaski Statut, König Alexander im Senat

Łaski Statut (Oringaltitel: Commune Incliti Poloniae regni privilegium constitutionum et indultuum publicitus decretorum approbatorumque cum nonnullis iuribus tam divinis quam humanis per serenissimum principem et dominum dominum Alexandrum, Dei gratia Regem Poloniae, magnum ducem Lithwanie, Russie, Prussieque dominum et haeredem etc. Non tamen in illud priuilegium sed motu proprio regio serenitatis sue p[er] adhortationem p[ro] instructione Regnicolarum, proque regni eiusdem, ac iusticie statu feliciter dirigendis eidem priuilegio annexis et ascriptis, polnisch: Statut Łaskiego) war eine Rechtssammlung allen in der Krone des Königreichs Polen geltenden Rechts, aller Statute, aller Privilegien, fast aller Sejm-Abschiede, des Magdeburger Stadtrechts, des Statut von Kalisch und des Statut von Wiślica, aller zwischenstaatlichen Vereinbarungen einschließlich der Unionsakte zwischen dem Königreich Polen und dem Großfürstentum Litauen sowie der Friedensschlüsse zwischen Polen-Litauen und dem Deutschen Orden von 1505. Der Sejm und der König Alexander beauftragten den Großkronkanzler und Primas Poloniae Erzbischof Johannes a Lasco (Jan Łaski) mit der Zusammenführung aller Rechtsakte in einer Gesetzessammlung. Nachdem Johannes a Lasco die Gesetzessammlung dem König und Sejm auf dem Sejm in Radom 1505 vorgestellt hat, wurde die Gesetzessammlung vom Sejm nochmals als geltendes Recht in einem Statut am 30. Mai 1505 verabschiedet. 

## Inhalt
Das Statut begann mit der Hymne Bogurodzica in polnischer Sprache. Danach folgte die Feststellung, dass das Statut mit seiner Verabschiedung Rechtskraft erlangt. Sodann folge die Gesetzessammlung in lateinischer Sprache in zwei Teilen. Im ersten Teil war das öffentliche Recht und das Prozess- und Vollstreckungsrecht kodifiziert. Es folgten die Privilegien, Sejm-Abschiede, Verträge und Friedensschlüsse chronologisch nach ihrem jeweiligen Erlass. Der erste Teil hatte amtlichen Charakter.
Der zweite Teil umfasste insbesondere deutsches Recht, den Sachsenspiegel, das Weichbild von Magdeburg und das Lübische Recht. Daneben fanden sich im zweiten Teil auch Rechtstraktate von Professoren der Krakauer Akademie, z. B. Über den gerechten und den ungerechten Krieg und zum römischen Recht. Der zweite Teil hatte keinen amtlichen Charakter. Bereits 1542 lag eine polnische Übersetzung des ganzen Statuts im Kodeks Stradomskiego vor. 
Johannes a Lasco ließ absichtlich das Privileg von Mielnik und der Union von Mielnik, beide von 1501, weg. Er war politisch ein Gegner der Beschlüsse von Mielnik, die dem Senat mehr Macht zusprachen sowie eine engere Union zwischen Polen und Litauen vorsahen. Das Statut ist als politischer Sieg der neuen Magnaten über die alten Hochadelsfamilien zu sehen.

## Exemplare
Zwölf Exemplare wurden für die höchsten Beamten im Staat auf Pergamin gedruckt, sowie ca. 150 auf Papier für verschiedene weltliche und kirchliche Gerichte. Der Königshof erhielt ein versiegeltes Exemplar, so dass keine Seiten mehr herausgenommen oder ergänzt werden konnten. Für den Druck und die Vorsehung mit Grafiken war der Krakauer Drucker Johann Haller zuständig. Das königliche Exemplar befindet sich im Hauptstaatsarchiv der Alten Akten in Warschau und ist seit 2016 Teil des Erbes der UNESCO. Ein weiteres Exemplar befindet sich seit der Schwedischen Sintflut in Schweden.

## Folgen
Die Verabschiedung der Gesetzessammlung führte zu einer Vereinheitlichung des Rechts in der Krone des Königreichs Polen. Gleichzeitig förderte es die Rechtskenntnisse beim Adel und bei den Gerichten. Die Durchsetzung der Rechte und Privilegien war Programm der Exekutionsbewegung des Adels ab dem 16. Jahrhundert. Eine Reform des Statuts wurde 1532 in der Taszycki Korrektur erarbeitet. Der Sejm lehnte sie jedoch 1534 ab. Das Statut galt unverändert bis zu den Polnischen Teilungen im späten 18. Jahrhundert. 
Auf dem Sejm von Radom wurde im selben Jahr auch der Abschied Nihil Novi erlassen.

## Nachweise
- Wiesław Wydra, Wojciech Ryszard Rzepka: Chrestomatia staropolska. Teksty do roku 1543. Wrocław: Zakład Narodowy im. Ossolińskich, 1984. ISBN 83-04-01568-4.